# Stonnall
Stonnall – wieś w Anglii, w hrabstwie Staffordshire, w dystrykcie Lichfield. Leży 25 km na południowy wschód od miasta Stafford i 175 km na północny zachód od Londynu.